# Horst Kerstan
Horst Eduard Kerstan (* 29. März 1941 in Frankfurt am Main; † 21. März 2005 in Kandern) war ein international anerkannter, deutscher Keramiker und Künstler.

## Leben
Horst Kerstan wuchs in Frankfurt am Main auf, wo er durch seinen Vater, Walter Kerstan, der die Abteilung „Keramische Farben“ der Degussa AG leitete, das Herstellen keramischer Erzeugnisse kennenlernte. Seine Mutter hatte großes Interesse an bildender Kunst und besuchte mit ihren 3 Söhnen regelmäßig Kunstausstellungen.
Nach kurzer Zeit brach Kerstan seine Porzellanmalerlehre in der Höchster Porzellanmanufaktur in Frankfurt ab, um 1957 das Studium in der neu eingerichteten Keramikabteilung der Werkkunstschule Offenbach (heute: Hochschule für Gestaltung Offenbach am Main) bei Lore Koehn aufzunehmen. Nebenbei besuchte er die Städelschule in Frankfurt und lernte in Abendkursen freies Zeichnen bei Walter Hergenhahn.
Auf der Frankfurter Messe lernte er 1958 den Künstler und Keramiker Richard Bampi kennen und wurde dessen Schüler. Nach der Töpferlehre von 1959 bis 1962 in Kandern, ging Kerstan nach Italien und absolvierte ein Praktikum bei Bitossi Ceramiche in Montelupo Fiorentino bei Florenz, ehe ihn der bereits erkrankte Bampi 1963 zurückholte. Nach dem Tod seines Meisters 1965 erwarb Kerstan dessen Haus und Werkstatt in Kandern und machte sich 1967 nach der Meisterprüfung selbstständig. 1971 wurde er Mitglied der Académie internationale de la céramique in Genf und 1984 Mitglied der Gruppe 83. Bis 1993 bildete er Lehrlinge und Gesellen aus. Zu seinen Schülern gehörten u. a. Jan Kollwitz und Uwe Löllmann. Horst Kerstan war von 1966 bis 1986 in erster Ehe mit Waltraud Liebeneiner verheiratet, in zweiter Ehe von 1994 bis zu seinem Tod mit der Keramikerin Beatrix Sturm-Kerstan, die bis zu ihrem Tod 2023 hier lebte und arbeitete.

## Werk
Kerstan konnte auf die technischen Erfahrungen an der Werkkunstschule und die seines Vaters aufbauen, als er zur Überraschung seines Meisters Richard Bampi seine erste Kristallglasur schuf. Nach dessen Tod entwickelte er bis 1970 vor allem Kristallglasuren, die er Eisblau und Eierschalenweiß, Apfel- und Magnolienblüte, Moos- und Melonengrün nannte. Dazu schuf er eigens eine Formenreihe von Kugeltürmen, Keulen-, Wellenformen, damit die Kristalle in den stark fließenden Glasuren bei mehr als 1200 °C im Elektroofen aufblühen konnten. Bampi lehrte bereits den Lehrling, sich mit Constantin Brancusi und Hans Arp auseinanderzusetzen. Vor diesem Hintergrund entstanden die ersten großen Skulpturen Kerstans.
Neben den Kristallglasuren wurden die Eisen- und Fellglasuren für Kerstan immer wichtiger, v. a. Tenmoku und Kaki, Goldstaub und Hasenfell, Ölflecken und Forellenhaut. Außerdem lud er wie sein Meister zeitgenössische Künstler zum Arbeiten mit Ton in seiner Werkstatt ein. Bereits 1960 lernte er Horst Antes kennen, der 1964–1971 wiederholt bei ihm tätig war, 1967–1969 war es Otmar Alt, 1980 Bernd Völkle.
Der Besuch des Museums für ostasiatische Kunst in Köln und des Museums für Kunst und Gewerbe in Hamburg 1968 mit einer Ausstellung zu Bernard Leach und Hamada Shoji leitete eine Wende in Kerstans Leben ein. Auf seiner ersten Japanreise 1970 begegnete er Hamada Shoji persönlich. Er inspirierte ihn nicht nur dazu, sich mit traditionellen Keramikformen Südostasiens und denen im eigenen Land zu befassen und etwa Markgräfler Krugformen zu studieren. Hamadas Art des in freier Geste aufgeschütteten Glasurdekors regte Kerstan zur gestischen Glasurmalerei mit Löffel und Schöpfkelle an, zu Glasuraufträgen in Form von Schärpen, Haken und Zungen. Außerdem wurden Fruchtformen wie die Kalebasse immer wichtiger, auch im Geiste von Richard Bampi und Julius Bissier. Schon 1960 hatte Kerstan asymmetrische Formen geschaffen. Das Studium der japanischen Teekeramik ließ ihn die Bewegung der Form auf der Töpferscheibe genauer studieren und nach eigenen Interpretationen suchen.
Japan und seine Keramik übten auf Kerstan eine derartige Faszination aus, dass er 1974–2000 regelmäßig Studienreisen nach Japan, seit 1978 inklusive Korea leitete, um seine Begeisterung für die Keramik weiterzugeben und diese vor Ort selbst besser kennenzulernen. Beeindruckt von den individuell gemauerten Holzbrandöfen und der Keramik mit Ascheanflug konstruierte und baute er seinen eigenen ANAGAMA und führte am 27. Juli 1977 seinen ersten Holzbrand durch, eine Sensation in Deutschland. Er brannte sieben Tage, um eine Temperatur von 1280 °C und mehr zu erreichen, ebenso lange brauchte der Ofen zum Abkühlen. Nach 61 Bränden in 28 Jahren veränderte er seinen Ofen ständig, baute ihn 1988 ganz neu, um die Zugluft optimal zu lenken. Die besonderen Anforderungen dieser Technik beflügelten ihn, Formen, Farben und Dekorationstechniken nach japanischen Vorbildern auszuprobieren und eigenes zu entwickeln. Da die Rohlinge unglasiert in den Ofen gesetzt werden, kommt es umso mehr auf den Charakter des Tons und die Gestaltung der Form, Standort und Stapeltechnik im Ofen an, um den Aschenanflug als Niederschlag auf der Keramik optimal zu nutzen und Farben- und Glasurspiele zu gewinnen. Rillen und Kerben, Stempel- und Muschelabdrücke, Schattenflecken und Strohspuren, eingedrehte Kobaltlinien sind zusätzliche Gestaltungsmittel.
Parallel entwickelte Kerstan seine Glasurkeramik weiter, stellte 1974 die gesamte Produktion auf Gasofen und Reduktionsbrände bis 1400 °C um. Endlich konnte er mit der Entwicklung von Glasuren wie dem Seladon und dem hellblauen Chün beginnen. Das Rot des Ochsenblut trieb er ins Kirschrot und Pfirsichrosé, das Kobaltblau ins Himmelblau, Nachtblau, Königsblau oder Lapislazuli, kombiniert mit Begusszeichen in Ölfleckenglasur. Die Goldstaubglasur gelang nun zuverlässig, darauf eine chün-blaue oder kupferrot-blaue Schärpe. 1983 kam ein Kaisergelb neu hinzu, 1990 das Apfelgrün, beide häufig mit kupferroten Zeichen. Nur die beliebte Ölfleckenglasur geriet nach wie vor im Elektroofen am besten.
Nach der Scheidung von seiner ersten Frau 1986 orientierte sich Kerstan auch künstlerisch neu, begann wieder zu malen und Skulpturen zu fertigen, anknüpfend an die Zeit von Richard Bampi und Julius Bissier, Horst Antes und Otmar Alt. Es entstanden vor allem Tuschen, seine Steine mit Ideogrammen und bunte, stark stilisierte Frauenfiguren, 1999 fast lebensgroß für die Landesgartenschau in Weil. Zeitgenössische Künstler wie Emil Schumacher und Eduardo Chillida, Jürgen Partenheimer und Willi Weiner inspirierten ihn. Auch in der Gefäßkeramik bzw. Glasurkeramik tauschte Kerstan nun Löffel und Schöpfkelle öfter gegen den Pinsel ein.
Seinem Wunsch nach neuer Spontaneität kam die Raku-Technik entgegen, die er seit 1990 als Herausforderung annahm und ausschließlich für Gefäße der Teezeremonie reservierte. Intensiv studierte er die Formen der Chawan und Chaire, distanzierte sich aber bei Mitzusashi und Gebäckschalen von japanischen Vorbildern. Auch in der Farbgebung ging Kerstan ungewöhnliche Wege. Zum Mondscheinweiß kamen Gelb, Grün, Aprico und Lachsrot, aquarellartig changierend und transparent. Mit dem Pinsel aufgesetzte Punkte, Ringe und Striche, paarweise in rot und grün, bilden Akzente im Geiste von Julius Bissier. Natürliche Spuren des Rakubrands drängte Kerstan weitgehend zurück. Das typische bei der Raku-Technik durch das rasche Abkühlen der gebrannten Keramiken auftretende Craquelé in der Glasur durfte zunächst nur verhalten erscheinen, wurde jedoch seit 1996 mittels eines dünnen Wasserstrahls forciert.
Die Glasurkeramik nach 2000 ist geprägt von fließenden Formen mit einem feinen Glasurschmelz und durchscheinenden Farbadern im Gegensatz zu Modellen mit geradezu expressiver Farbigkeit und Zeichnung. Neue, weit geöffnete Formen zeigen monochrome Flächen innen und außen im Kontrast. Zu dieser Zeit setzte sich Kerstan mit dem Maler Klaus Merkel auseinander.
Die Authentizität der Stücke aus der Werkstatt zu wahren entwickelte Kerstan häufig lange Formreihen auf der Töpferscheibe, bis er eine gültige Form fand. Schüler und Mitarbeiter drehten dann nach seinen Modellen bestimmte Formen in Kleinserie, wobei Kerstan die Produktion rigoros kontrollierte. So gewann er Zeit für die Herstellung von eigenhändigen Einzelstücken, die mit eingeritztem Namenszug gekennzeichnet sind, während Werkstattarbeiten nur ein gestempeltes K tragen. Nach Aufgabe des Ausbildungsbetriebs 1993 sind alle Stücke von Kerstan gedreht. Die Glasuren hat er wie sein Meister Richard Bampi von Anfang an selbst entwickelt und alle Modelle grundsätzlich eigenhändig glasiert, drückt sich in diesem kreativen Akt doch besonders eine Persönlichkeit aus. Die Arbeiten für den Holzbrand gehen in der Gestaltung grundsätzlich vollkommen auf Kerstan zurück und sind meist auf den Tag ihres Entstehens auf der Drehscheibe genau datiert, sollten sie doch, inspiriert vom Maler Peter Dreher und von dessen seriell gemalten Motivreihen, die Tagesform widerspiegeln. Nach 2000 ging Kerstan auch bei der Glasurkeramik zu dieser genauen Kennzeichnung über.
Horst Kerstan stellte seit 1960 mindestens einmal im Jahr aus und nahm an zahlreichen nationalen und internationalen Wettbewerben teil. Sein Werk befindet sich in zahllosen privaten wie öffentlichen Sammlungen. Das Augustinermuseum Freiburg zeigte 2015 die Ausstellung Horst Kerstan. Keramik der Moderne und ehrte ihn als einen der bedeutendsten Keramiker Deutschlands.

## Ausstellungen (Auswahl)
Einzelausstellungen:
- 1974: Schloss Clemenswerth, Sögel
- 1981: Keramion, Frechen (mit Katalog)
- 1991: Heimat- und Keramikmuseum Kandern (mit Katalog)
- 1995: Museum Eckernförde (mit Katalog)
- 2015: Augustinermuseum, Freiburg im Breisgau (mit Katalog)

Gruppenausstellungen:
- 1961: „Handwerksform“, Karl Ernst Osthaus-Museum, Hagen
- 1972: Victoria and Albert Museum, London
- 1985: Keramion, Frechen, Keramion
- 1991: „Une Passion pour la Céramique“, Musée des Arts décoratifs, Paris
- 2003: „Gruppe 83 – Deutsche Keramik“, Museum für Angewandte Kunst, Gera
- 2013: „Gruppe 83 – Keramiken aus drei Jahrzehnten“, Landesmuseum für Kunst und Kulturgeschichte, Schloss Gottorf, Schleswig[4]
- 2016: „‚Deutsche Keramiker‘ – Gruppe 83. Vergangenheit & Gegenwart“, Museum für Kunst und Geschichte, Hüfingen[5]

## Auszeichnungen
- Staatspreis Gestaltung Kunst Handwerk des Landes Baden-Württemberg 1967 und 1984
- Richard-Bampi-Preis 1969 (2. Preis mit Wolfgang Heyne)[6]
- Preis der Stadt Konstanz 1972
- Hessischer Staatspreis für das Deutsche Kunsthandwerk 1976
- Förderpreis der Stadt München 1979
- Bayerischer Staatspreis Gestaltung 1986